# Puamau
Puamau es una comuna asociada de la comuna francesa de Hiva-Oa  que está situada en la subdivisión de Islas Marquesas, de la colectividad de ultramar de Polinesia Francesa.

## Composición
La comuna asociada de Puamau comprende una fracción de la isla de Hiva Oa, los once motus más próximos a dicha fracción y el volcán de Fatu Huku:
| Comuna asociada de Paumau      |                  |                  |                    |
| Fracción de la isla de Hiva Oa | Población (2012) | Superficie (km²) | Densidad (hab/km²) |
| Puamau                         | 345              | -                | -                  |
| Volcán                         | Población (2012) | Superficie (km²) | Densidad (hab/km²) |
| Fatu Huku                      | 0                | 1.3              | 0                  |
| Islotes                        | Población (2012) | Superficie (km²) | Densidad (hab/km²) |
| Ana Kei                        | -                | -                | -                  |
| Ana Momo                       | -                | -                | -                  |
| Hoke                           | -                | -                | -                  |
| Manu                           | -                | -                | -                  |
| Oa (Norte)                     | -                | -                | -                  |
| Oa (Sureste)                   | -                | -                | -                  |
| Oa (Suroeste)                  | -                | -                | -                  |
| Ofio                           | -                | -                | -                  |
| Poto                           | -                | -                | -                  |
| Putu                           | -                | -                | -                  |
| Tapu                           | -                | -                | -                  |

## Demografía
| Gráfica de evolución demográfica de Puamau entre 1977 y 2012 |
|                                                              |

Fuente: Insee